# Smithophis bicolor
Smithophis bicolor — вид змій родини полозових (Colubridae). Мешкає в Азії.

## Поширення і екологія
Smithophis bicolor мешкають у Північно-Східній Індії (Аруначал-Прадеш, Ассам, Мегхалая), на заході китайській провінції Юньнань та в горах Чин на північному заході М'янми. Вони живуть на луках, полях і в чагарниках у середньогір'ях, на висоті від 884 до 1220 м над рівнем моря. Живляться дощовими черв'яками, слимаками і павуками.